# Ulrich van Württemberg (-1388)

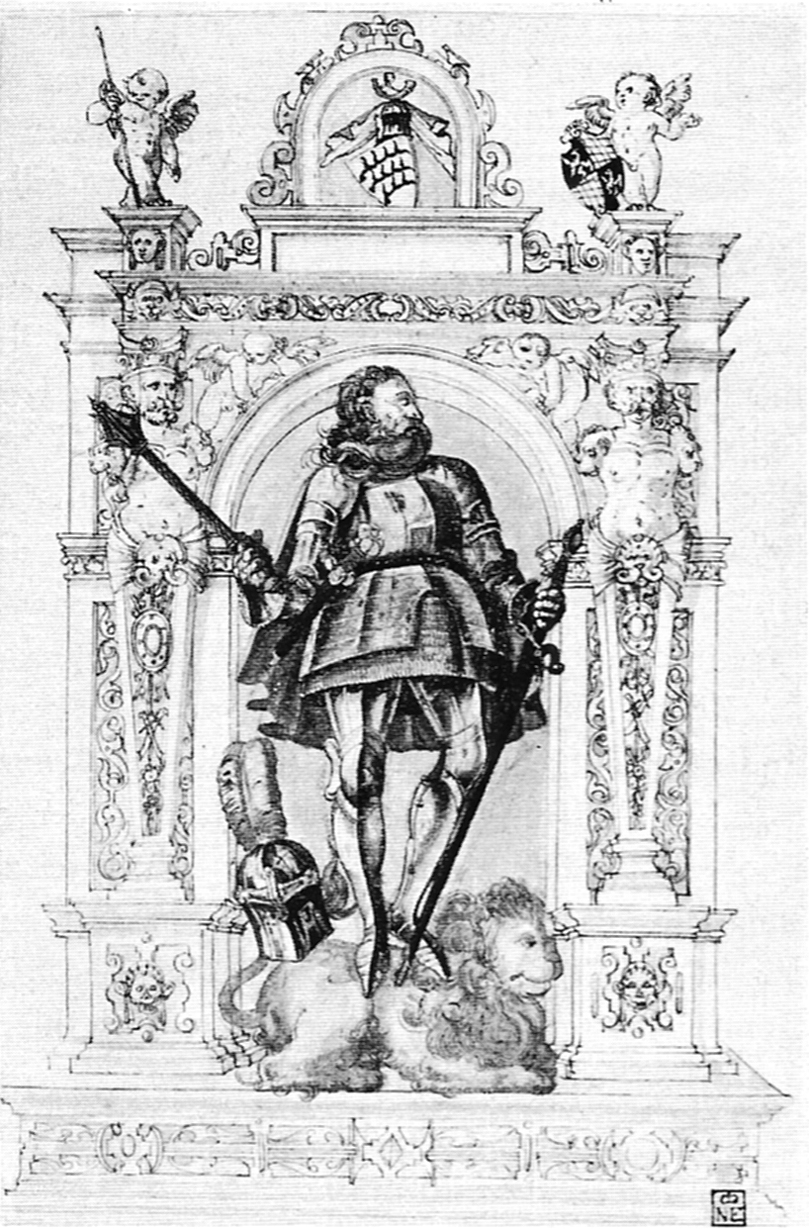
Ulrich van Württemberg

Ulrich van Württemberg (na 1340 - Döffingen, 23 augustus 1388) was een zoon van graaf Everhard II van Württemberg en van Elisabeth van Henneberg-Schleusingen. Hij was gehuwd met Elisabeth van Beieren, dochter van Lodewijk de Beier, en werd de vader van Everhard III van Württemberg. Na de dood van zijn oom Ulrich IV van Württemberg, bestuurde hij samen met zijn vader het graafschap Württemberg. Zijn beleid was gericht tegen de uitbreiding van de rijkssteden die de machtsexpansie van het graafschap in de weg stond. In deze strijd raakte hij gewond in de slag bij Reutlingen van 1377.
In 1380 trad hij toe tot de leeuwenbond, een bondsgenootschap van edelen tegen de steden. In de slag bij Döffingen in 1388 van Württemberg en de adel tegen de Zwabische stedenbond, liet hij het leven.